# شارني فينسون
شارني فينسون (بالإنجليزية: Sharni Vinson) (و. 1983  م) هي عارضة، ومغنية، وراقصة، وممثلة أفلام أسترالية، ولدت في سيدني، بدأت مشوارها المهني سنة 2001.

## التعليم
تعلمت في Australian Theatre for Young People ‏
.

## وصلات خارجية
- شارني فينسون على موقع IMDb (الإنجليزية)
- شارني فينسون على موقع ألو سيني (الفرنسية)
- شارني فينسون على موقع ميوزك برينز (الإنجليزية)
- شارني فينسون على موقع أول موفي (الإنجليزية)
- شارني فينسون على موقع قاعدة بيانات الأفلام السويدية (السويدية)
- شارني فينسون على موقع قاعدة بيانات الفيلم (الإنجليزية)
- شارني فينسون على موقع كينوبويسك (الروسية)